# Carlos Mario Rodríguez
Carlos Mario Rodríguez Torres (Fonseca, 30 gennaio 1995) è un calciatore colombiano, centrocampista svincolato.

## Carriera
Ha giocato nella massima serie dei campionati colombiano e messicano.

## Palmarès

### Club

#### Competizioni nazionali
- Campionato colombiano: 1

Millonarios: 2012-II